# Катериновка (Бердичевский район)
Катери́новка (укр. Катеринівка) — село на Украине, находится в Бердичевском районе Житомирской области.
Код КОАТУУ — 1820887702. Население по переписи 2001 года составляет 193 человека. Почтовый индекс — 13332. Телефонный код — 4143. Занимает площадь 0,728 км².

## Адрес местного совета
13331, Житомирская область, Бердичевский р-н, с.Швайковка